# میلچانه (استان اشوی‌داشکسیه)
میلچانه (به لهستانی: Milczany) یک منطقهٔ مسکونی در لهستان است که در گمینا سامبوژتس واقع شده‌است. میلچانه ۴۵۶ نفر جمعیت دارد.